# Mike Zwerin
Michael Zwerin detto Mike (18 maggio 1930 – Parigi, 2 aprile 2010) è stato un trombonista, trombettista e scrittore statunitense, uno dei rari musicisti ad impiegare la tromba bassa nel jazz.
Zwerin, che fu anche un arrangiatore, scrisse, suonò e incise con molti importanti musicisti, e formazioni tra cui: la Tuba Band di Miles Davis, Maynard Ferguson, Claude Thornhill, Earl Hines, la Mingus Big Band, la New York Jazz Repertory Company, la George Gruntz Concert Jazz Band (con Elvin Jones, John Scofield, Woody Shaw, e Jimmy Knepper).
Figlio di una famiglia di industriali, Zwerin iniziò a studiare il violino a sei anni. A 18 anni fu uno dei trombonisti che parteciparono al progetto "Birth of the Cool" di Miles Davis. Zwerin fu tra i musicisti convocati alle sessioni del Royal Roost che possono essere ascoltate sull'album "The complete birth of the cool" (mentre l'album originale fu dedicato alle sole sessioni di studio). Si trasferì poi a dParigi città da cui ritornò nel 1958, iniziando a collaborare con diverse big band: all'inizio negli anni sessanta diresse un sestetto con cui incise alcuni insoliti arrangiamenti di brani di Kurt Weil tratti da L'opera da tre soldi e nel 1966 fu in tournée negli URSS con Earl "Fatha" Hines.
Tra il 1966 e il 1969 Zwerin sospese l'attività musicale per dedicarsi alla direzione dell'industria di famiglia, ridiventando attivo come autore letterario attorno al 1969, scrivendo dal Sud della Francia. Tornato a Parigi agli inizi degli anni ottanta, si dedicò per un certo periodo ad effettuare servizi fotografici sulla scena jazz della capitale francese, e approfittandone per partecipare a date con la George Gruntz Concert Jazz Band', la New York Jazz Repertory Company' e con la Mingus Big Band, oltre che con il contrabbassista free Alan Silva, anch'egli in quegli anni a Parigi. Negli stessi anni iniziò la sua carriera come giornalista jazz e iniziò le ricerche per un libro sull'ambiente parigino del jazz durante l'occupazione tedesca di Parigi, ricerche che lo portarono in giro per l'Europa ad intervistare testimoni dell'epoca.
Michael Zwerin, che ha a lungo vissuto e lavorato in Francia, a Parigi, come critico musicale, ha pubblicato sul "Village Voice" , sull'"International Herald Tribune" per oltre 21 anni e altre pubblicazioni (negli ultimi anni su Blomberg News). Articoli di sua mano sono apparsi su  Rolling Stone, Downbeat, Esquire, Elle,  Paris Metro. Fu anche autore di diversi libri soprattutto dedicati al mondo del jazz. Continuò anche a suonare, fin quasi alla fine, anche come membro del gruppo rock francese Telephone.
È scomparso a seguito di una lunga malattia nel 2010 all'età di 79 anni 

## Discografia
- Miles Davis, "Complete Birth of The Cool" (Columbia);
- "Mack The Knife: The Sextet Of Orchestra Usa Plays Jazz Versions Of The Berlin Theater Songs Of Kurt Weill" (RCA/Bluebird),- con Eric Dolphy, Thad Jones, John Lewis, Jimmy Rainey, Richard Davis, Jerome Richardson, Connie Kay
- Michel Petrucciani, Flash (Buda);
- Archie Shepp, "Magic of Ju Ju" (Impulse!);
- Zip, "Getting Xperimental Over U" (Verve/France)
- "Not Much Noise", con Christian Escoude (Spotlite/England);
- Alexis Korner, "The Party Album" (Intercord/Germany): Con Dick Heckstall-Smith, John Surman, Zoot Money, Eric Clapton, et al.
- Alan Silva, Celestrial Communication Orchestra, "Desert Mirage" (IACP/France)
- Robert F. Pozar Ensemble, "Good Golly Miss Nancy" (Savoy): con Jimmy Garrison

## Libri di Michael Zwerin
- La Tristesse de Saint Louis: Jazz Under the Nazis.  William Morrow & Co (1987)
- The Parisian Jazz Chronicles. An Improvisational Memoir. Yale 2006